# 雅砻雪胆
雅砻雪胆（学名：Hemsleya delavayi var. yalungensis）为葫芦科雪胆属下的一个变种。

## 扩展阅读
- 維基物種上的相關：雅砻雪胆